# Las Manos de Filippi
Las Manos de Filippi, ou L.M.F., est un groupe de rock fusion et alternatif argentin, originaire de Buenos Aires. Le groupe mêle des rythmes caribéens comme la cumbia au ska, hip-hop, reggae, punk rock, et rock. Leurs chansons contiennent des messages contre le capitalisme, le Fonds monétaire international et le pouvoir politique en place à l'époque, ainsi qu'un regard critique sur la société, basé sur la dénonciation, la dérision et l'humour.

## Biographie

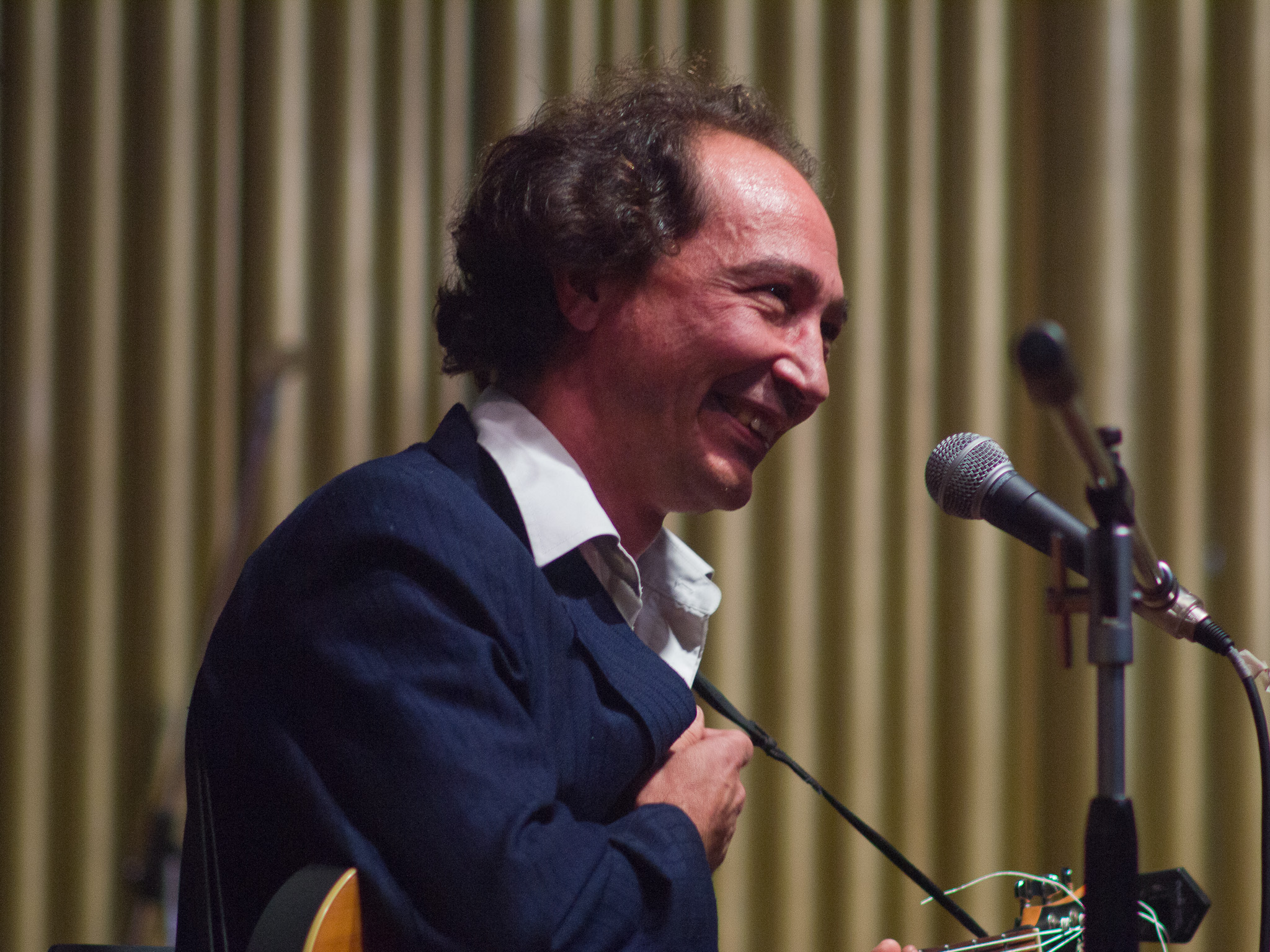
Hernán de Vega, chanteur et fondateur du groupe.

En 1992, Hernán Carlos de Vega, alias « El Cabra » (voix), musicien de rue, et Gabriel Hermo, plasticien, commencent à travailler sur le projet Las Manos de Filippi, un groupe avec une mise en scène délirante. Le nom du groupe s'inspire d'un jeune homme qui s'appelait Filippi et qui était originaire du quartier de Mataderos ; et Las Manos fait allusion au général Juan Domingo Perón, dont les mains ont été coupées et volées dans sa tombe en 1987.
Leurs premiers concerts se font dans des lieux peu connus de Buenos Aires, tels que Parakultural, El Dragón, El Limbo et de nombreuses autres discothèques qui programmaient des concerts tous les week-ends, arrivant ainsi à Buenos Aires un groupe innombrable qui dispersait les couleurs de leurs scénographies. À cette période, ils se popularisent avec des morceaux comme El Himno del Cucumelo, La Canaleta, Ballenas et le controversé Sr. Cobranza sera popularisé par Bersuit Vergarabat.
Au début de 1997, après des allées et venues, en tournée en Uruguay et en l'Argentine, le groupe commence à enregistrer la démo de ce qui sera leur premier album studio, sous le titre de Arriba las manos, esto es el Estado. C'est alors que le label Universal Music s'intéresse à l'album.
La chanson Sr. Cobranza est interprétée par Bersuit Vergarabat lors de ses concerts, parfois avec Las Manos de Filippi. Après avoir signé un contrat avec Universal Music, Bersuit enregistre Libertinaje. Universal signe finalement avec Las Manos de Filippi pour éditer l'album Arriba las manos, esto es el Estado en échange des droits sur les onze chansons qui contenaient l'album, parmi lesquelles Mr. Collection.

## Membres

### Membres actuels
- Hernán « Cabra » de Vega - chant (depuis 1992)
- Germán « Pecho » Anzoátegui - trompette, chant (depuis 1999)
- Pablo Marchetti - samples, claviers, chœurs (depuis 2007)
- Guido Durán - basse, chœurs (depuis 2010)
- Christian Fabrizio - batterie (depuis 2015)
- Gabriel Kerman - guitare, chœurs (depuis 2017)

### Anciens membres
- Hernán Pernner - guitare, chant (1994-2006)
- Pablo Occhiuzzo - basse (1996-2010)
- Juan Félix Gisower - batterie (1992-2010)
- Lucas Honigman - batterie (2010-2015)
- Charles Bardon - saxophone (1999-2016)
- Gaspar Benegas - guitare (2007-2015)
- Serafín Alí - guitare (2015-2017)

## Discographie

### Albums studio
- 1996 : Agrupación Mamanis: Reír por no llorar
- 1998 : Arriba las manos, esto es el Estado
- 2000 : Las Manos santas van a misa
- 2002 : Hasta las manos
- 2007 : Control obrero
- 2011 : La calesita de Mamanis
- 2014 : Marginal y popular
- 2018 : M.A.C.R.I.

### Compilations
- 1995 : V/A - Alta Tensión
- 2009 : Los métodos piqueteros
- 2012 : 20 años

### Albums live
- 2004 : Fiesta señores
- 2007 : Control obrero en vivo

## Distinctions
- 2011 : Premios Quiero, catégorie participation à un clip (pour Mountain bike) ; nommé